# طواف سلوفينيا 2024
طواف سلوفينيا 2024 (بالإيطالية: Giro di Slovenia 2024) هو سباق دراجات هوائية، وهو الموسم الثلاثين من طواف سلوفينيا، وأقيم خلال الفترة من 12 يونيو 2024، وحتى 16 يونيو 2024 ضمن سباقات سلسلة سباقات الاتحاد الدولي للدراجات للمحترفين 2024.
فاز بالمركز الأول وفي ترتيب النقاط جيوفاني أليوتي، وفاز بالمركز الثاني بيلو بلباو، وفاز بالمركز الثالث وفي ترتيب النقاط للشباب Giulio Pellizzari ‏، وفاز في ترتيب الفرق 2024 VF Group-Bardiani CSF-Faizanè ‏، وفاز في تصنيف الجبال دافيد بالداكيني ‏.

## الفرق
| فرق عالمية (7)- Bora-Hansgrohe - Bahrain Victorious - EF Education-EasyPost - Ineos Grenadiers - Team Jayco AlUla - UAE Team Emirates - Groupama-FDJ فرق برو (11)- بنجوال باوليز ساوكس دبليو بي ‏ - كاجا رورال-سيغوروس 2024 ‏ - Team Solution Tech–Vini Fantini ‏ - Equipo Kern Pharma ‏ - أوسكالتيل أوسكادي 2024 ‏ - فريق Q36.5 موسم 2024 ‏ - إيولو كوميت ‏ - سويس ريسينغ أكادمي 2024 ‏ - أونو-إكس موبيليتي ‏ - VF Group-Bardiani CSF-Faizané - TotalEnergies فرق قارية (5)- أدريا موبيل 2024 ‏ - Team Ljubljana Gusto Santic ‏ - Factor Racing ‏ - سانتيك ويباتيك 2024 ‏ - Pierre Baguette Cycling ‏ |  |
| |  |

## المراحل
| قائمة المراحل | قائمة المراحل | قائمة المراحل               | قائمة المراحل | قائمة المراحل | قائمة المراحل        | قائمة المراحل   |
| المرحلة       | التاريخ       | الدورة                      |               | المسافة (كم)  | الفائز بالمرحلة      | القائد العام    |
| ------------- | ------------- | --------------------------- | ------------- | ------------- | -------------------- | --------------- |
| المرحلة 1     | 12 يونيو      | موسكا سوبوتا – أورموج       | مرحلة مستوية  | 191٫9         | ديلان جروينويغن      | ديلان جروينويغن |
| المرحلة 2     | 13 يونيو      | جاليتس ‏ – روغاشكا سلاتينا   | مرحلة التلال  | 177٫9         | فل بوهوس             | فل بوهوس        |
| المرحلة 3     | 14 يونيو      | ليوبليانا – نوفا جوريتسا    | مرحلة التلال  | 160٫5         | جيوفاني أليوتي       | جيوفاني أليوتي  |
| المرحلة 4     | 15 يونيو      | بلدية شكوفليتسا ‏ – Krvavec ‏ | مرحلة جبلية   | 147٫2         | بيلو بلباو           | جيوفاني أليوتي  |
| المرحلة 5     | 16 يونيو      | شينتيرني ‏ – نوفو ميتسو      | مرحلة التلال  | 156٫9         | Ben Healy (cyclist) ‏ | جيوفاني أليوتي  |

## النتيجة

### مرحلة 1
هي مرحلة مستوية، أقيمت في 12 يونيو 2024، وامتدّت لمسافة 191.9 كيلومتر. فاز بالمركز الأول، وتصدر ترتيب النقاط والترتيب العام في نهاية المرحلة ديلان جروينويغن، وتصدر ترتيب التسلق Tomáš Kalojíros ‏، وتصدر ترتيب الفرق 2024 Team Jayco–AlUla (men's team) season ‏، وتصدر ترتيب النقاط للشباب Jonathan Guatibonza ‏.
| التصنيف العام         | التصنيف العام        | التصنيف العام                | التصنيف العام | التصنيف العام |
| العداء                | العداء               | الفريق                       | الوقت         |               |
| --------------------- | -------------------- | ---------------------------- | ------------- | ------------- |
| 1                     | ديلان جروينويغن      | Team Jayco AlUla             | 4 س 34 د 50 ث |               |
| 2                     | ألكسندر كريستوف      | أونو اكس برو سايكلنج تيم ‏    | + 4 ث         |               |
| 3                     | فل بوهوس             | Bahrain Victorious           | + 6 ث         |               |
| 4                     | جوناتان نارفيز       | Ineos Grenadiers             | + 7 ث         |               |
| 5                     | Ben Healy (cyclist) ‏ | EF Education-EasyPost        | + 8 ث         |               |
| 6                     | ماتج موهوريك         | Bahrain Victorious           | + 8 ث         |               |
| 7                     | دومين نوفاك          | UAE Team Emirates            | + 8 ث         |               |
| 8                     | Szymon Tracz ‏        | ويباتيك مركس 7 آر ‏           | + 8 ث         |               |
| 9                     | أستراليا             | Team Ljubljana Gusto Santic ‏ | + 9 ث         |               |
| 10                    | Giovanni Lonardi ‏    | إيولو كوميت ‏                 | + 10 ث        |               |
|                       |                      |                              |               |               |
| مصدر: ProCyclingStats |                      |                              |               |               |

### مرحلة 2
هي مرحلة جبلية، أقيمت في 13 يونيو 2024، وامتدّت لمسافة 177.9 كيلومتر. فاز بالمركز الأول، وتصدر الترتيب العام في نهاية المرحلة وترتيب النقاط فل بوهوس، وتصدر ترتيب الفرق 2024 Team Jayco–AlUla (men's team) season ‏، وتصدر ترتيب التسلق دافيد بالداكيني ‏، وتصدر ترتيب النقاط للشباب Alexander Hajek ‏.
| التصنيف العام         | التصنيف العام        | التصنيف العام                 | التصنيف العام | التصنيف العام |
| العداء                | العداء               | الفريق                        | الوقت         |               |
| --------------------- | -------------------- | ----------------------------- | ------------- | ------------- |
| 1                     | فل بوهوس             | Bahrain Victorious            | 9 س 00 د 54 ث |               |
| 2                     | Alberto Dainese ‏     | سويس ريسينغ أكادمي ‏           | + 8 ث         |               |
| 3                     | ألكسندر كريستوف      | أونو اكس برو سايكلنج تيم ‏     | + 8 ث         |               |
| 4                     | Martin Marcellusi ‏   | VF Group-Bardiani CSF-Faizané | + 9 ث         |               |
| 5                     | لوكا ميزجيك          | Team Jayco AlUla              | + 10 ث        |               |
| 6                     | جوناتان نارفيز       | Ineos Grenadiers              | + 11 ث        |               |
| 7                     | Ben Healy (cyclist) ‏ | EF Education-EasyPost         | + 12 ث        |               |
| 8                     | دومين نوفاك          | UAE Team Emirates             | + 12 ث        |               |
| 9                     | ميكيل فروليش أونوريه | EF Education-EasyPost         | + 12 ث        |               |
| 10                    | ماتج موهوريك         | Bahrain Victorious            | + 12 ث        |               |
|                       |                      |                               |               |               |
| مصدر: ProCyclingStats |                      |                               |               |               |

### مرحلة 3
هي مرحلة جبلية، أقيمت في 14 يونيو 2024، وامتدّت لمسافة 160.5 كيلومتر. فاز بالمركز الأول، وتصدر الترتيب العام في نهاية المرحلة جيوفاني أليوتي، وتصدر ترتيب التسلق دافيد بالداكيني ‏، وتصدر ترتيب الفرق 2024 VF Group-Bardiani CSF-Faizanè ‏، وتصدر ترتيب النقاط للشباب Giulio Pellizzari ‏، وتصدر ترتيب النقاط فل بوهوس.
| التصنيف العام         | التصنيف العام        | التصنيف العام                 | التصنيف العام  | التصنيف العام |
| العداء                | العداء               | الفريق                        | الوقت          |               |
| --------------------- | -------------------- | ----------------------------- | -------------- | ------------- |
| 1                     | جيوفاني أليوتي       | Bora-Hansgrohe                | 12 س 47 د 17 ث |               |
| 2                     | جوناتان نارفيز       | Ineos Grenadiers              | + 12 ث         |               |
| 3                     | Jordan Jegat ‏        | TotalEnergies                 | + 17 ث         |               |
| 4                     | Ben Healy (cyclist) ‏ | EF Education-EasyPost         | + 19 ث         |               |
| 5                     | فيليبو زانا          | Team Jayco AlUla              | + 21 ث         |               |
| 6                     | Giulio Pellizzari ‏   | VF Group-Bardiani CSF-Faizané | + 21 ث         |               |
| 7                     | Luca Covili ‏         | VF Group-Bardiani CSF-Faizané | + 21 ث         |               |
| 8                     | بيلو بلباو           | Bahrain Victorious            | + 21 ث         |               |
| 9                     | Pablo Castrillo ‏     | Equipo Kern Pharma ‏           | + 21 ث         |               |
| 10                    | دومينيكو بوزوفيفو    | VF Group-Bardiani CSF-Faizané | + 21 ث         |               |
|                       |                      |                               |                |               |
| مصدر: ProCyclingStats |                      |                               |                |               |

### مرحلة 4
هي مرحلة جبلية، أقيمت في 15 يونيو 2024، وامتدّت لمسافة 147.2 كيلومتر. فاز بالمركز الأول بيلو بلباو، وتصدر ترتيب الفرق 2024 VF Group-Bardiani CSF-Faizanè ‏، وتصدر ترتيب النقاط للشباب Giulio Pellizzari ‏، وتصدر ترتيب التسلق دافيد بالداكيني ‏، وتصدر الترتيب العام في نهاية المرحلة وترتيب النقاط جيوفاني أليوتي.
| التصنيف العام         | التصنيف العام         | التصنيف العام                 | التصنيف العام  | التصنيف العام |
| العداء                | العداء                | الفريق                        | الوقت          |               |
| --------------------- | --------------------- | ----------------------------- | -------------- | ------------- |
| 1                     | جيوفاني أليوتي        | Bora-Hansgrohe                | 16 س 46 د 25 ث |               |
| 2                     | بيلو بلباو            | Bahrain Victorious            | + 12 ث         |               |
| 3                     | Giulio Pellizzari ‏    | VF Group-Bardiani CSF-Faizané | + 25 ث         |               |
| 4                     | دومينيكو بوزوفيفو     | VF Group-Bardiani CSF-Faizané | + 25 ث         |               |
| 5                     | Steff Cras ‏           | TotalEnergies                 | + 34 ث         |               |
| 6                     | Pablo Castrillo ‏      | Equipo Kern Pharma ‏           | + 42 ث         |               |
| 7                     | بول دوبل ‏             | إيولو كوميت ‏                  | + 42 ث         |               |
| 8                     | فيليبو زانا           | Team Jayco AlUla              | + 45 ث         |               |
| 9                     | Ben Healy (cyclist) ‏  | EF Education-EasyPost         | + 59 ث         |               |
| 10                    | توبياس هالاند يوهانسن | أونو اكس برو سايكلنج تيم ‏     | + 1 د 43 ث     |               |
|                       |                       |                               |                |               |
| مصدر: ProCyclingStats |                       |                               |                |               |

### مرحلة 5
هي مرحلة جبلية، أقيمت في 16 يونيو 2024، وامتدّت لمسافة 156.9 كيلومتر. فاز بالمركز الأول Ben Healy (cyclist) ‏، وتصدر الترتيب العام في نهاية المرحلة وترتيب النقاط جيوفاني أليوتي، وتصدر ترتيب الفرق 2024 VF Group-Bardiani CSF-Faizanè ‏، وتصدر ترتيب النقاط للشباب Giulio Pellizzari ‏، وتصدر ترتيب التسلق دافيد بالداكيني ‏.

## المشاركون
| Team Jayco AlUla JAY | Team Jayco AlUla JAY | Team Jayco AlUla JAY |
| -------------------- | -------------------- | -------------------- |
| م                    | عداء                 | مرتبة                |
| 1                    | فيليبو زانا          | 8                    |
| 2                    | ديلان جروينويغن      | 112                  |
| 3                    | أليساندرو دي مارشي   | 63                   |
| 4                    | لوكا ميزجيك          | 58                   |
| 5                    | Kelland O'Brien ‏     | 95                   |
| 6                    | جيسوس دايفيد بينيا ‏  | 13                   |
| 7                    | Elmar Reinders ‏      | 111                  |

| Bahrain Victorious TBV | Bahrain Victorious TBV | Bahrain Victorious TBV |
| ---------------------- | ---------------------- | ---------------------- |
| م                      | عداء                   | مرتبة                  |
| 11                     | ماتج موهوريك           | 36                     |
| 12                     | نيكياس أرندت           | 74                     |
| 13                     | فل بوهوس               | 92                     |
| 14                     | بيلو بلباو             | 2                      |
| 15                     | Nicolò Buratti ‏        | 48                     |
| 16                     | Matevž Govekar ‏        | 103                    |
| 17                     | Edoardo Zambanini ‏     | 11                     |

| Bora-Hansgrohe BOH | Bora-Hansgrohe BOH | Bora-Hansgrohe BOH |
| ------------------ | ------------------ | ------------------ |
| م                  | عداء               | مرتبة              |
| 21                 | جيوفاني أليوتي     | 1                  |
| 22                 | Alexander Hajek ‏   | 35                 |
| 23                 | Emil Herzog ‏       | 66                 |
| 24                 | Filip Maciejuk ‏    | 84                 |
| 25                 | باتريك غامبر       | 69                 |
| 26                 | يوناس كوخ          | 61                 |
| 27                 | سام ويلسفورد       | 125                |

| EF Education-EasyPost EFE | EF Education-EasyPost EFE   | EF Education-EasyPost EFE |
| ------------------------- | --------------------------- | ------------------------- |
| م                         | عداء                        | مرتبة                     |
| 31                        | Markel Beloki ‏              | 83                        |
| 32                        | Ben Healy (cyclist) ‏ (طريق) | 7                         |
| 33                        | ميكيل فروليش أونوريه        | 46                        |
| 34                        | Jack Rootkin-Gray ‏          | لم يكمل السباق-5          |
| 35                        | آرشي ريان ‏                  | 30                        |
| 36                        | Yuhi Todome ‏                | لم يكمل السباق-5          |
| 37                        | Jardi van der Lee ‏          | 82                        |

| UAE Team Emirates UAD | UAE Team Emirates UAD | UAE Team Emirates UAD |
| --------------------- | --------------------- | --------------------- |
| م                     | عداء                  | مرتبة                 |
| 41                    | Anže Ravbar ‏          | 86                    |
| 42                    | Alessandro Covi ‏      | 55                    |
| 43                    | Jonathan Guatibonza ‏  | 120                   |
| 44                    | فيجارد ستيك لاينجن    | 32                    |
| 45                    | António Morgado ‏      | 52                    |
| 46                    | دومين نوفاك           | 12                    |

| Groupama-FDJ GFC | Groupama-FDJ GFC | Groupama-FDJ GFC |
| ---------------- | ---------------- | ---------------- |
| م                | عداء             | مرتبة            |
| 51               | Clément Davy ‏    | 85               |
| 52               | Maxime Decomble ‏ | 47               |
| 53               | Cyril Barthe ‏    | 57               |
| 54               | Enzo Paleni ‏     | 70               |
| 55               | Paul Penhoët ‏    | لم يبدأ-3        |
| 56               | Brieuc Rolland ‏  | 19               |
| 57               | مارك ساريو       | لم يبدأ-2        |

| Ineos Grenadiers IGD | Ineos Grenadiers IGD | Ineos Grenadiers IGD |
| -------------------- | -------------------- | -------------------- |
| م                    | عداء                 | مرتبة                |
| 61                   | توبياس فوس           | لم يكمل السباق-3     |
| 62                   | Andrew August ‏       | 49                   |
| 63                   | جوناتان نارفيز       | 20                   |
| 64                   | بن سويفت             | 68                   |
| 65                   | كونور سويفت          | 59                   |
| 66                   | إيليا فيفياني        | لم يكمل السباق-5     |
| 67                   | Cameron Wurf ‏        | 107                  |

| TotalEnergies TEN | TotalEnergies TEN   | TotalEnergies TEN |
| ----------------- | ------------------- | ----------------- |
| م                 | عداء                | مرتبة             |
| 71                | Sandy Dujardin ‏     | 79                |
| 72                | Mathieu Burgaudeau ‏ | 60                |
| 73                | Steff Cras ‏         | 9                 |
| 74                | Valentin Ferron ‏    | 67                |
| 75                | Jordan Jegat ‏       | 14                |
| 76                | Fabien Grellier ‏    | 41                |
| 77                | Mattéo Vercher ‏     | 73                |

| بنجوال باوليز ساوكس دبليو بي ‏ BWB | بنجوال باوليز ساوكس دبليو بي ‏ BWB | بنجوال باوليز ساوكس دبليو بي ‏ BWB |
| --------------------------------- | --------------------------------- | --------------------------------- |
| م                                 | عداء                              | مرتبة                             |
| 81                                | فلوريس دي تير                     | 18                                |
| 82                                | Louis Blouwe ‏                     | 104                               |
| 83                                | Johan Meens ‏                      | 37                                |
| 84                                | Dimitri Peyskens ‏                 | 89                                |
| 85                                | ماركو تيزا                        | 75                                |
| 86                                | Lennert Teugels ‏                  | 31                                |
| 87                                | ITA                               | 88                                |

| كاجا رورال-سيغوروس ‏ CJR | كاجا رورال-سيغوروس ‏ CJR | كاجا رورال-سيغوروس ‏ CJR |
| ----------------------- | ----------------------- | ----------------------- |
| م                       | عداء                    | مرتبة                   |
| 91                      | Orluis Aular ‏ (طريق)    | 23                      |
| 92                      | Fernando Barceló ‏       | 27                      |
| 93                      | Sebastian Berwick ‏      | 56                      |
| 94                      | ديفيد غونزاليس          | 97                      |
| 95                      | Joel Nicolau ‏           | 24                      |
| 96                      | إدوارد براديس           | لم يكمل السباق-4        |
| 97                      | Guillermo Thomas Silva ‏ | 33                      |

| Team Solution Tech–Vini Fantini ‏ COR | Team Solution Tech–Vini Fantini ‏ COR | Team Solution Tech–Vini Fantini ‏ COR |
| ------------------------------------ | ------------------------------------ | ------------------------------------ |
| م                                    | عداء                                 | مرتبة                                |
| 101                                  | فاليريو كونتي                        | 51                                   |
| 102                                  | دافيد بالداكيني ‏                     | 99                                   |
| 103                                  | Alessandro Monaco ‏                   | لم يكمل السباق-5                     |
| 104                                  | مارك بادون                           | لم يكمل السباق-1                     |
| 105                                  | Lorenzo Quartucci ‏                   | 80                                   |
| 106                                  | كريستيان سباراغلي                    | 34                                   |
| 107                                  | Samuele Zambelli ‏                    | 124                                  |

| فريق الدراجات Q36.5 ‏ Q36 | فريق الدراجات Q36.5 ‏ Q36 | فريق الدراجات Q36.5 ‏ Q36 |
| ------------------------ | ------------------------ | ------------------------ |
| م                        | عداء                     | مرتبة                    |
| 111                      | Negasi Haylu Abreha ‏     | 113                      |
| 112                      | جيمس ويلان               | لم يكمل السباق-1         |
| 113                      | Marcel Camprubí ‏         | 44                       |
| 114                      | Fabio Christen ‏          | 29                       |
| 115                      | ماتيو موشيتي             | 100                      |
| 116                      | Szymon Sajnok ‏           | 106                      |

| VF Group-Bardiani CSF-Faizanè VBF | VF Group-Bardiani CSF-Faizanè VBF | VF Group-Bardiani CSF-Faizanè VBF |
| --------------------------------- | --------------------------------- | --------------------------------- |
| م                                 | عداء                              | مرتبة                             |
| 121                               | دومينيكو بوزوفيفو                 | 4                                 |
| 122                               | Luca Covili ‏                      | 16                                |
| 123                               | Filippo Fiorelli ‏                 | 62                                |
| 124                               | Martin Marcellusi ‏                | 17                                |
| 125                               | Giulio Pellizzari ‏                | 3                                 |
| 126                               | Alex Tolio ‏                       | 38                                |
| 127                               | Alessandro Tonelli ‏               | 40                                |

| أوسكالتيل أوسكادي ‏ EUS | أوسكالتيل أوسكادي ‏ EUS | أوسكالتيل أوسكادي ‏ EUS |
| ---------------------- | ---------------------- | ---------------------- |
| م                      | عداء                   | مرتبة                  |
| 131                    | جون ابرستوري           | لم يكمل السباق-5       |
| 132                    | Enekoitz Azparren ‏     | لم يكمل السباق-5       |
| 133                    | Xabier Berasategi ‏     | 22                     |
| 134                    | Mikel Bizkarra ‏        | 15                     |
| 135                    | فيكتور دي لا بارتي     | 28                     |
| 136                    | Txomin Juaristi ‏       | 50                     |
| 137                    | Gotzon Martín ‏         | 26                     |

| إيولو كوميت ‏ PTK | إيولو كوميت ‏ PTK    | إيولو كوميت ‏ PTK |
| ---------------- | ------------------- | ---------------- |
| م                | عداء                | مرتبة            |
| 141              | Mattia Bais ‏        | 78               |
| 142              | بول دوبل ‏           | 6                |
| 143              | Germán Darío Gómez ‏ | 71               |
| 144              | أندريا غاروسيو      | 43               |
| 145              | Giovanni Lonardi ‏   | 91               |
| 146              | Álex Martín ‏        | 25               |
| 147              | Davide Piganzoli ‏   | لم يكمل السباق-3 |

| سويس ريسينغ أكادمي ‏ TUD | سويس ريسينغ أكادمي ‏ TUD | سويس ريسينغ أكادمي ‏ TUD |
| ----------------------- | ----------------------- | ----------------------- |
| م                       | عداء                    | مرتبة                   |
| 151                     | مايكل ستورر             | لم يبدأ-2               |
| 152                     | Alberto Dainese ‏        | 64                      |
| 153                     | Robin Froidevaux ‏       | 90                      |
| 154                     | جاكوب أريكسون ‏          | 77                      |
| 155                     | لوكاس أريكسون (طريق)    | لم يبدأ-5               |
| 156                     | Arthur Kluckers ‏        | 98                      |
| 157                     | Simon Pellaud ‏          | 76                      |

| أونو-إكس موبيليتي ‏ UXM | أونو-إكس موبيليتي ‏ UXM      | أونو-إكس موبيليتي ‏ UXM |
| ---------------------- | --------------------------- | ---------------------- |
| م                      | عداء                        | مرتبة                  |
| 161                    | ألكسندر كريستوف             | 65                     |
| 162                    | Louis Bendixen ‏             | 105                    |
| 163                    | Fredrik Dversnes ‏ (طريق)    | 21                     |
| 164                    | تورد غودميستاد ‏             | لم يكمل السباق-2       |
| 165                    | Anders Halland Johannessen ‏ | 96                     |
| 166                    | توبياس هالاند يوهانسن       | 10                     |
| 167                    | يوهانس كولسيت ‏              | مستبعد-3               |

| Equipo Kern Pharma ‏ EKP | Equipo Kern Pharma ‏ EKP | Equipo Kern Pharma ‏ EKP |
| ----------------------- | ----------------------- | ----------------------- |
| م                       | عداء                    | مرتبة                   |
| 171                     | Urko Berrade ‏           | لم يبدأ-2               |
| 172                     | Marc Brustenga ‏         | 116                     |
| 173                     | Pablo Castrillo ‏        | 5                       |
| 174                     | Jordi López (cyclist) ‏  | لم يكمل السباق-5        |
| 175                     | Pau Miquel ‏             | 45                      |
| 176                     | Diego Uriarte ‏          | 81                      |
| 177                     | Antonio Jesús Soto ‏     | 108                     |

| أدريا موبيل ‏ ADR | أدريا موبيل ‏ ADR  | أدريا موبيل ‏ ADR |
| ---------------- | ----------------- | ---------------- |
| م                | عداء              | مرتبة            |
| 181              | SLO               | 119              |
| 182              | Tilen Finkšt ‏     | 72               |
| 183              | Nicolas Gojković ‏ | لم يكمل السباق-3 |
| 184              | Barnabás Peák ‏    | 102              |
| 185              | Anže Skok ‏        | 122              |
| 186              | Jaka Špoljar‏      | 132              |
| 187              | Aljaž Turk‏        | 114              |

| ويباتيك مركس 7 آر ‏ SWT | ويباتيك مركس 7 آر ‏ SWT | ويباتيك مركس 7 آر ‏ SWT |
| ---------------------- | ---------------------- | ---------------------- |
| م                      | عداء                   | مرتبة                  |
| 191                    | Mario Gamper ‏          | 109                    |
| 192                    | Michał Paluta ‏         | 39                     |
| 193                    | Piotr Pękala ‏          | 54                     |
| 194                    | Bartłomiej Proć ‏       | 117                    |
| 195                    | GER                    | 131                    |
| 196                    | Fabian Schormair ‏      | 129                    |
| 197                    | Szymon Tracz ‏          | لم يكمل السباق-3       |

| Pierre Baguette Cycling ‏ PBC | Pierre Baguette Cycling ‏ PBC | Pierre Baguette Cycling ‏ PBC |
| ---------------------------- | ---------------------------- | ---------------------------- |
| م                            | عداء                         | مرتبة                        |
| 201                          | Tomáš Novák‏                  | لم يكمل السباق-2             |
| 202                          | Tomáš Kalojíros ‏             | 128                          |
| 203                          | Andrej Liska ‏                | 94                           |
| 204                          | Vilém Vostal‏                 | لم يكمل السباق-3             |
| 205                          | Samuel Skladan‏               | 123                          |
| 206                          | CZE                          | 101                          |
| 207                          | Daniel Vysočan‏               | 42                           |

| Factor Racing ‏ SAK | Factor Racing ‏ SAK | Factor Racing ‏ SAK |
| ------------------ | ------------------ | ------------------ |
| م                  | عداء               | مرتبة              |
| 211                | Marcel Gladek ‏     | 130                |
| 212                | Nejc Komac‏         | لم يبدأ-5          |
| 213                | SLO                | 53                 |
| 214                | Gašper Otoničar‏    | 133                |
| 215                | Teo Pečnik‏         | 115                |
| 216                | Grega Podlesnik‏    | لم يكمل السباق-2   |
| 217                | SLO                | 118                |

| Team Ljubljana Gusto Santic ‏ LGS | Team Ljubljana Gusto Santic ‏ LGS | Team Ljubljana Gusto Santic ‏ LGS |
| -------------------------------- | -------------------------------- | -------------------------------- |
| م                                | عداء                             | مرتبة                            |
| 221                              | James Derrick‏                    | لم يكمل السباق-3                 |
| 222                              | Natan Gregorčič ‏                 | 110                              |
| 223                              | AUS                              | 93                               |
| 224                              | Viktor Potočki ‏ (طريق)           | 126                              |
| 225                              | Andrew Sampson‏                   | 121                              |
| 226                              | Mihael Štajnar ‏                  | 87                               |
| 227                              | Li Ting Wei‏                      | 127                              |

| Team Jayco AlUla JAY | Team Jayco AlUla JAY | Team Jayco AlUla JAY |
| -------------------- | -------------------- | -------------------- |
| م                    | عداء                 | مرتبة                |
| 1                    | فيليبو زانا          | 8                    |
| 2                    | ديلان جروينويغن      | 112                  |
| 3                    | أليساندرو دي مارشي   | 63                   |
| 4                    | لوكا ميزجيك          | 58                   |
| 5                    | Kelland O'Brien ‏     | 95                   |
| 6                    | جيسوس دايفيد بينيا ‏  | 13                   |
| 7                    | Elmar Reinders ‏      | 111                  |

| Bahrain Victorious TBV | Bahrain Victorious TBV | Bahrain Victorious TBV |
| ---------------------- | ---------------------- | ---------------------- |
| م                      | عداء                   | مرتبة                  |
| 11                     | ماتج موهوريك           | 36                     |
| 12                     | نيكياس أرندت           | 74                     |
| 13                     | فل بوهوس               | 92                     |
| 14                     | بيلو بلباو             | 2                      |
| 15                     | Nicolò Buratti ‏        | 48                     |
| 16                     | Matevž Govekar ‏        | 103                    |
| 17                     | Edoardo Zambanini ‏     | 11                     |

| Bora-Hansgrohe BOH | Bora-Hansgrohe BOH | Bora-Hansgrohe BOH |
| ------------------ | ------------------ | ------------------ |
| م                  | عداء               | مرتبة              |
| 21                 | جيوفاني أليوتي     | 1                  |
| 22                 | Alexander Hajek ‏   | 35                 |
| 23                 | Emil Herzog ‏       | 66                 |
| 24                 | Filip Maciejuk ‏    | 84                 |
| 25                 | باتريك غامبر       | 69                 |
| 26                 | يوناس كوخ          | 61                 |
| 27                 | سام ويلسفورد       | 125                |

| EF Education-EasyPost EFE | EF Education-EasyPost EFE   | EF Education-EasyPost EFE |
| ------------------------- | --------------------------- | ------------------------- |
| م                         | عداء                        | مرتبة                     |
| 31                        | Markel Beloki ‏              | 83                        |
| 32                        | Ben Healy (cyclist) ‏ (طريق) | 7                         |
| 33                        | ميكيل فروليش أونوريه        | 46                        |
| 34                        | Jack Rootkin-Gray ‏          | لم يكمل السباق-5          |
| 35                        | آرشي ريان ‏                  | 30                        |
| 36                        | Yuhi Todome ‏                | لم يكمل السباق-5          |
| 37                        | Jardi van der Lee ‏          | 82                        |

| UAE Team Emirates UAD | UAE Team Emirates UAD | UAE Team Emirates UAD |
| --------------------- | --------------------- | --------------------- |
| م                     | عداء                  | مرتبة                 |
| 41                    | Anže Ravbar ‏          | 86                    |
| 42                    | Alessandro Covi ‏      | 55                    |
| 43                    | Jonathan Guatibonza ‏  | 120                   |
| 44                    | فيجارد ستيك لاينجن    | 32                    |
| 45                    | António Morgado ‏      | 52                    |
| 46                    | دومين نوفاك           | 12                    |

| Groupama-FDJ GFC | Groupama-FDJ GFC | Groupama-FDJ GFC |
| ---------------- | ---------------- | ---------------- |
| م                | عداء             | مرتبة            |
| 51               | Clément Davy ‏    | 85               |
| 52               | Maxime Decomble ‏ | 47               |
| 53               | Cyril Barthe ‏    | 57               |
| 54               | Enzo Paleni ‏     | 70               |
| 55               | Paul Penhoët ‏    | لم يبدأ-3        |
| 56               | Brieuc Rolland ‏  | 19               |
| 57               | مارك ساريو       | لم يبدأ-2        |

| Ineos Grenadiers IGD | Ineos Grenadiers IGD | Ineos Grenadiers IGD |
| -------------------- | -------------------- | -------------------- |
| م                    | عداء                 | مرتبة                |
| 61                   | توبياس فوس           | لم يكمل السباق-3     |
| 62                   | Andrew August ‏       | 49                   |
| 63                   | جوناتان نارفيز       | 20                   |
| 64                   | بن سويفت             | 68                   |
| 65                   | كونور سويفت          | 59                   |
| 66                   | إيليا فيفياني        | لم يكمل السباق-5     |
| 67                   | Cameron Wurf ‏        | 107                  |

| TotalEnergies TEN | TotalEnergies TEN   | TotalEnergies TEN |
| ----------------- | ------------------- | ----------------- |
| م                 | عداء                | مرتبة             |
| 71                | Sandy Dujardin ‏     | 79                |
| 72                | Mathieu Burgaudeau ‏ | 60                |
| 73                | Steff Cras ‏         | 9                 |
| 74                | Valentin Ferron ‏    | 67                |
| 75                | Jordan Jegat ‏       | 14                |
| 76                | Fabien Grellier ‏    | 41                |
| 77                | Mattéo Vercher ‏     | 73                |

| بنجوال باوليز ساوكس دبليو بي ‏ BWB | بنجوال باوليز ساوكس دبليو بي ‏ BWB | بنجوال باوليز ساوكس دبليو بي ‏ BWB |
| --------------------------------- | --------------------------------- | --------------------------------- |
| م                                 | عداء                              | مرتبة                             |
| 81                                | فلوريس دي تير                     | 18                                |
| 82                                | Louis Blouwe ‏                     | 104                               |
| 83                                | Johan Meens ‏                      | 37                                |
| 84                                | Dimitri Peyskens ‏                 | 89                                |
| 85                                | ماركو تيزا                        | 75                                |
| 86                                | Lennert Teugels ‏                  | 31                                |
| 87                                | ITA                               | 88                                |

| كاجا رورال-سيغوروس ‏ CJR | كاجا رورال-سيغوروس ‏ CJR | كاجا رورال-سيغوروس ‏ CJR |
| ----------------------- | ----------------------- | ----------------------- |
| م                       | عداء                    | مرتبة                   |
| 91                      | Orluis Aular ‏ (طريق)    | 23                      |
| 92                      | Fernando Barceló ‏       | 27                      |
| 93                      | Sebastian Berwick ‏      | 56                      |
| 94                      | ديفيد غونزاليس          | 97                      |
| 95                      | Joel Nicolau ‏           | 24                      |
| 96                      | إدوارد براديس           | لم يكمل السباق-4        |
| 97                      | Guillermo Thomas Silva ‏ | 33                      |

| Team Solution Tech–Vini Fantini ‏ COR | Team Solution Tech–Vini Fantini ‏ COR | Team Solution Tech–Vini Fantini ‏ COR |
| ------------------------------------ | ------------------------------------ | ------------------------------------ |
| م                                    | عداء                                 | مرتبة                                |
| 101                                  | فاليريو كونتي                        | 51                                   |
| 102                                  | دافيد بالداكيني ‏                     | 99                                   |
| 103                                  | Alessandro Monaco ‏                   | لم يكمل السباق-5                     |
| 104                                  | مارك بادون                           | لم يكمل السباق-1                     |
| 105                                  | Lorenzo Quartucci ‏                   | 80                                   |
| 106                                  | كريستيان سباراغلي                    | 34                                   |
| 107                                  | Samuele Zambelli ‏                    | 124                                  |

| فريق الدراجات Q36.5 ‏ Q36 | فريق الدراجات Q36.5 ‏ Q36 | فريق الدراجات Q36.5 ‏ Q36 |
| ------------------------ | ------------------------ | ------------------------ |
| م                        | عداء                     | مرتبة                    |
| 111                      | Negasi Haylu Abreha ‏     | 113                      |
| 112                      | جيمس ويلان               | لم يكمل السباق-1         |
| 113                      | Marcel Camprubí ‏         | 44                       |
| 114                      | Fabio Christen ‏          | 29                       |
| 115                      | ماتيو موشيتي             | 100                      |
| 116                      | Szymon Sajnok ‏           | 106                      |

| VF Group-Bardiani CSF-Faizanè VBF | VF Group-Bardiani CSF-Faizanè VBF | VF Group-Bardiani CSF-Faizanè VBF |
| --------------------------------- | --------------------------------- | --------------------------------- |
| م                                 | عداء                              | مرتبة                             |
| 121                               | دومينيكو بوزوفيفو                 | 4                                 |
| 122                               | Luca Covili ‏                      | 16                                |
| 123                               | Filippo Fiorelli ‏                 | 62                                |
| 124                               | Martin Marcellusi ‏                | 17                                |
| 125                               | Giulio Pellizzari ‏                | 3                                 |
| 126                               | Alex Tolio ‏                       | 38                                |
| 127                               | Alessandro Tonelli ‏               | 40                                |

| أوسكالتيل أوسكادي ‏ EUS | أوسكالتيل أوسكادي ‏ EUS | أوسكالتيل أوسكادي ‏ EUS |
| ---------------------- | ---------------------- | ---------------------- |
| م                      | عداء                   | مرتبة                  |
| 131                    | جون ابرستوري           | لم يكمل السباق-5       |
| 132                    | Enekoitz Azparren ‏     | لم يكمل السباق-5       |
| 133                    | Xabier Berasategi ‏     | 22                     |
| 134                    | Mikel Bizkarra ‏        | 15                     |
| 135                    | فيكتور دي لا بارتي     | 28                     |
| 136                    | Txomin Juaristi ‏       | 50                     |
| 137                    | Gotzon Martín ‏         | 26                     |

| إيولو كوميت ‏ PTK | إيولو كوميت ‏ PTK    | إيولو كوميت ‏ PTK |
| ---------------- | ------------------- | ---------------- |
| م                | عداء                | مرتبة            |
| 141              | Mattia Bais ‏        | 78               |
| 142              | بول دوبل ‏           | 6                |
| 143              | Germán Darío Gómez ‏ | 71               |
| 144              | أندريا غاروسيو      | 43               |
| 145              | Giovanni Lonardi ‏   | 91               |
| 146              | Álex Martín ‏        | 25               |
| 147              | Davide Piganzoli ‏   | لم يكمل السباق-3 |

| سويس ريسينغ أكادمي ‏ TUD | سويس ريسينغ أكادمي ‏ TUD | سويس ريسينغ أكادمي ‏ TUD |
| ----------------------- | ----------------------- | ----------------------- |
| م                       | عداء                    | مرتبة                   |
| 151                     | مايكل ستورر             | لم يبدأ-2               |
| 152                     | Alberto Dainese ‏        | 64                      |
| 153                     | Robin Froidevaux ‏       | 90                      |
| 154                     | جاكوب أريكسون ‏          | 77                      |
| 155                     | لوكاس أريكسون (طريق)    | لم يبدأ-5               |
| 156                     | Arthur Kluckers ‏        | 98                      |
| 157                     | Simon Pellaud ‏          | 76                      |

| أونو-إكس موبيليتي ‏ UXM | أونو-إكس موبيليتي ‏ UXM      | أونو-إكس موبيليتي ‏ UXM |
| ---------------------- | --------------------------- | ---------------------- |
| م                      | عداء                        | مرتبة                  |
| 161                    | ألكسندر كريستوف             | 65                     |
| 162                    | Louis Bendixen ‏             | 105                    |
| 163                    | Fredrik Dversnes ‏ (طريق)    | 21                     |
| 164                    | تورد غودميستاد ‏             | لم يكمل السباق-2       |
| 165                    | Anders Halland Johannessen ‏ | 96                     |
| 166                    | توبياس هالاند يوهانسن       | 10                     |
| 167                    | يوهانس كولسيت ‏              | مستبعد-3               |

| Equipo Kern Pharma ‏ EKP | Equipo Kern Pharma ‏ EKP | Equipo Kern Pharma ‏ EKP |
| ----------------------- | ----------------------- | ----------------------- |
| م                       | عداء                    | مرتبة                   |
| 171                     | Urko Berrade ‏           | لم يبدأ-2               |
| 172                     | Marc Brustenga ‏         | 116                     |
| 173                     | Pablo Castrillo ‏        | 5                       |
| 174                     | Jordi López (cyclist) ‏  | لم يكمل السباق-5        |
| 175                     | Pau Miquel ‏             | 45                      |
| 176                     | Diego Uriarte ‏          | 81                      |
| 177                     | Antonio Jesús Soto ‏     | 108                     |

| أدريا موبيل ‏ ADR | أدريا موبيل ‏ ADR  | أدريا موبيل ‏ ADR |
| ---------------- | ----------------- | ---------------- |
| م                | عداء              | مرتبة            |
| 181              | SLO               | 119              |
| 182              | Tilen Finkšt ‏     | 72               |
| 183              | Nicolas Gojković ‏ | لم يكمل السباق-3 |
| 184              | Barnabás Peák ‏    | 102              |
| 185              | Anže Skok ‏        | 122              |
| 186              | Jaka Špoljar‏      | 132              |
| 187              | Aljaž Turk‏        | 114              |

| ويباتيك مركس 7 آر ‏ SWT | ويباتيك مركس 7 آر ‏ SWT | ويباتيك مركس 7 آر ‏ SWT |
| ---------------------- | ---------------------- | ---------------------- |
| م                      | عداء                   | مرتبة                  |
| 191                    | Mario Gamper ‏          | 109                    |
| 192                    | Michał Paluta ‏         | 39                     |
| 193                    | Piotr Pękala ‏          | 54                     |
| 194                    | Bartłomiej Proć ‏       | 117                    |
| 195                    | GER                    | 131                    |
| 196                    | Fabian Schormair ‏      | 129                    |
| 197                    | Szymon Tracz ‏          | لم يكمل السباق-3       |

| Pierre Baguette Cycling ‏ PBC | Pierre Baguette Cycling ‏ PBC | Pierre Baguette Cycling ‏ PBC |
| ---------------------------- | ---------------------------- | ---------------------------- |
| م                            | عداء                         | مرتبة                        |
| 201                          | Tomáš Novák‏                  | لم يكمل السباق-2             |
| 202                          | Tomáš Kalojíros ‏             | 128                          |
| 203                          | Andrej Liska ‏                | 94                           |
| 204                          | Vilém Vostal‏                 | لم يكمل السباق-3             |
| 205                          | Samuel Skladan‏               | 123                          |
| 206                          | CZE                          | 101                          |
| 207                          | Daniel Vysočan‏               | 42                           |

| Factor Racing ‏ SAK | Factor Racing ‏ SAK | Factor Racing ‏ SAK |
| ------------------ | ------------------ | ------------------ |
| م                  | عداء               | مرتبة              |
| 211                | Marcel Gladek ‏     | 130                |
| 212                | Nejc Komac‏         | لم يبدأ-5          |
| 213                | SLO                | 53                 |
| 214                | Gašper Otoničar‏    | 133                |
| 215                | Teo Pečnik‏         | 115                |
| 216                | Grega Podlesnik‏    | لم يكمل السباق-2   |
| 217                | SLO                | 118                |

| Team Ljubljana Gusto Santic ‏ LGS | Team Ljubljana Gusto Santic ‏ LGS | Team Ljubljana Gusto Santic ‏ LGS |
| -------------------------------- | -------------------------------- | -------------------------------- |
| م                                | عداء                             | مرتبة                            |
| 221                              | James Derrick‏                    | لم يكمل السباق-3                 |
| 222                              | Natan Gregorčič ‏                 | 110                              |
| 223                              | AUS                              | 93                               |
| 224                              | Viktor Potočki ‏ (طريق)           | 126                              |
| 225                              | Andrew Sampson‏                   | 121                              |
| 226                              | Mihael Štajnar ‏                  | 87                               |
| 227                              | Li Ting Wei‏                      | 127                              |

## التصنيف العام النهائي
| التصنيف العام         | التصنيف العام         | التصنيف العام                 | التصنيف العام  | التصنيف العام |
| العداء                | العداء                | الفريق                        | الوقت          |               |
| --------------------- | --------------------- | ----------------------------- | -------------- | ------------- |
| 1                     | جيوفاني أليوتي        | Bora-Hansgrohe                | 20 س 10 د 36 ث |               |
| 2                     | بيلو بلباو            | Bahrain Victorious            | + 10 ث         |               |
| 3                     | Giulio Pellizzari ‏    | VF Group-Bardiani CSF-Faizané | + 26 ث         |               |
| 4                     | دومينيكو بوزوفيفو     | VF Group-Bardiani CSF-Faizané | + 26 ث         |               |
| 5                     | Pablo Castrillo ‏      | Equipo Kern Pharma ‏           | + 43 ث         |               |
| 6                     | بول دوبل ‏             | إيولو كوميت ‏                  | + 43 ث         |               |
| 7                     | Ben Healy (cyclist) ‏  | EF Education-EasyPost         | + 44 ث         |               |
| 8                     | فيليبو زانا           | Team Jayco AlUla              | + 46 ث         |               |
| 9                     | Steff Cras ‏           | TotalEnergies                 | + 1 د 28 ث     |               |
| 10                    | توبياس هالاند يوهانسن | أونو اكس برو سايكلنج تيم ‏     | + 1 د 44 ث     |               |
|                       |                       |                               |                |               |
| مصدر: ProCyclingStats |                       |                               |                |               |

### تصنيف النقاط
| تصنيف النقاط          | تصنيف النقاط         | تصنيف النقاط                  | تصنيف النقاط | تصنيف النقاط |
| العداء                | العداء               | الفريق                        | النقاط       |              |
| --------------------- | -------------------- | ----------------------------- | ------------ | ------------ |
| 1                     | جيوفاني أليوتي       | Bora-Hansgrohe                | 47 نقطة      |              |
| 2                     | ألكسندر كريستوف      | أونو اكس برو سايكلنج تيم ‏     | 45 نقطة      |              |
| 3                     | بيلو بلباو           | Bahrain Victorious            | 44 نقطة      |              |
| 4                     | فل بوهوس             | Bahrain Victorious            | 44 نقطة      |              |
| 5                     | جوناتان نارفيز       | Ineos Grenadiers              | 37 نقطة      |              |
| 6                     | Ben Healy (cyclist) ‏ | EF Education-EasyPost         | 35 نقطة      |              |
| 7                     | لوكا ميزجيك          | Team Jayco AlUla              | 31 نقطة      |              |
| 8                     | Alberto Dainese ‏     | سويس ريسينغ أكادمي ‏           | 30 نقطة      |              |
| 9                     | بول دوبل ‏            | إيولو كوميت ‏                  | 29 نقطة      |              |
| 10                    | Giulio Pellizzari ‏   | VF Group-Bardiani CSF-Faizané | 26 نقطة      |              |
|                       |                      |                               |              |              |
| مصدر: ProCyclingStats |                      |                               |              |              |

### تصنيف الجبال
| تصنيف الجبال          | تصنيف الجبال         | تصنيف الجبال                     | تصنيف الجبال | تصنيف الجبال |
| العداء                | العداء               | الفريق                           | النقاط       |              |
| --------------------- | -------------------- | -------------------------------- | ------------ | ------------ |
| 1                     | دافيد بالداكيني ‏     | Team Solution Tech–Vini Fantini ‏ | 14 نقطة      |              |
| 2                     | بيلو بلباو           | Bahrain Victorious               | 10 نقطة      |              |
| 3                     | بول دوبل ‏            | إيولو كوميت ‏                     | 10 نقطة      |              |
| 4                     | جيوفاني أليوتي       | Bora-Hansgrohe                   | 6 نقطة       |              |
| 5                     | دومينيكو بوزوفيفو    | VF Group-Bardiani CSF-Faizané    | 5 نقطة       |              |
| 6                     | Ben Healy (cyclist) ‏ | EF Education-EasyPost            | 5 نقطة       |              |
| 7                     | Tomáš Kalojíros ‏     | Pierre Baguette Cycling ‏         | 5 نقطة       |              |
| 8                     | Martin Marcellusi ‏   | VF Group-Bardiani CSF-Faizané    | 5 نقطة       |              |
| 9                     | Mihael Štajnar ‏      | Team Ljubljana Gusto Santic ‏     | 4 نقطة       |              |
| 10                    | Giulio Pellizzari ‏   | VF Group-Bardiani CSF-Faizané    | 4 نقطة       |              |
|                       |                      |                                  |              |              |
| مصدر: ProCyclingStats |                      |                                  |              |              |

## تصنيف الفرق

### الفرق حسب الوقت
| تصنيف الفرق حسب الوقت | تصنيف الفرق حسب الوقت         | تصنيف الفرق حسب الوقت | تصنيف الفرق حسب الوقت |
| الفريق                | الفريق                        | الوقت                 |                       |
| --------------------- | ----------------------------- | --------------------- | --------------------- |
| 1                     | VF Group-Bardiani CSF-Faizané | 60 س 34 د 44 ث        |                       |
| 2                     | أوسكالتيل أوسكادي 2024 ‏       | + 11 د 10 ث           |                       |
| 3                     | Team Jayco AlUla              | + 12 د 58 ث           |                       |
| 4                     | Bahrain Victorious            | + 14 د 20 ث           |                       |
| 5                     | TotalEnergies                 | + 18 د 31 ث           |                       |
| 6                     | إيولو كوميت ‏                  | + 18 د 33 ث           |                       |
| 7                     | أونو اكس برو سايكلنج تيم ‏     | + 21 د 33 ث           |                       |
| 8                     | كاجا رورال-سيغوروس 2024 ‏      | + 21 د 41 ث           |                       |
| 9                     | بنجوال باوليز ساوكس دبليو بي ‏ | + 28 د 14 ث           |                       |
| 10                    | EF Education-EasyPost         | + 29 د 45 ث           |                       |
|                       |                               |                       |                       |
| مصدر: ProCyclingStats |                               |                       |                       |

## تصانيف فرعية

### تصنيف أفضل شاب
| تصنيف أفضل شاب        | تصنيف أفضل شاب     | تصنيف أفضل شاب                 | تصنيف أفضل شاب | تصنيف أفضل شاب |
| العداء                | العداء             | الفريق                         | الوقت          |                |
| --------------------- | ------------------ | ------------------------------ | -------------- | -------------- |
| 1                     | Giulio Pellizzari ‏ | VF Group-Bardiani CSF-Faizané  | 20 س 11 د 02 ث |                |
| 2                     | Brieuc Rolland ‏    | Groupama–FDJ Continental Team ‏ | + 4 د 15 ث     |                |
| 3                     | Fabio Christen ‏    | فريق الدراجات Q36.5 ‏           | + 10 د 34 ث    |                |
| 4                     | Alexander Hajek ‏   | Bora-Hansgrohe                 | + 14 د 14 ث    |                |
| 5                     | Daniel Vysočan‏     | Pierre Baguette Cycling ‏       | + 16 د 45 ث    |                |
| 6                     | Maxime Decomble ‏   | Groupama–FDJ Continental Team ‏ | + 19 د 15 ث    |                |
| 7                     | Andrew August ‏     | Ineos Grenadiers               | + 20 د 26 ث    |                |
| 8                     | António Morgado ‏   | UAE Team Emirates              | + 22 د 16 ث    |                |
| 9                     | سلوفينيا           | Factor Racing ‏                 | + 22 د 30 ث    |                |
| 10                    | Emil Herzog ‏       | Bora-Hansgrohe                 | + 29 د 11 ث    |                |
|                       |                    |                                |                |                |
| مصدر: ProCyclingStats |                    |                                |                |                |

## وصلات خارجية
- الموقع الرسمي
- لمحة عن سباق طواف سلوفينيا 2024 على موقع  ProCyclingStats   (برو  سايكلنج  ستاتس) - إحصاءات  محترفي  الدراجات.
- طواف سلوفينيا 2024 على موقع إحصائيات الدراجات الإحترافية (الإنجليزية)